# هشت و نیم شب
هشت و نیم شب فیلمی به کارگردانی  و نویسندگی اسماعیل رحیم زاده محصول سال ۱۳۶۵ است.

## خلاصه داستان
فيلم، بازسازي واقعه انفجاري است كه نهم آبان ماه 1361 در خيابان ناصر خسرو رخ داد. خانواده اي همداني به قصد زيارت به تهران مي آيند تا با قطار عازم مشهد شوند. آنها در مسافرخانه «زيبا پارك» اقامت مي كنند. خانواده اي نيز به قصد ملاقات فرزند مجروحشان، كه در بيمارستان بستري است، در همان مسافرخانه اقامت دارند. با انفجار بمب تعدادي از آنها كشته مي شوند.

## بازیگران
- آزیتا لاچینی
- هرمز سیرتی
- منوچهر علیپور
- مهری مهرنیا
- سعید شریفیان
- الیزا جوهری
- محمد شهیدی
- شاپور بخشایی
- زهره امیری
- رضا سمساری
- احمد عسگری
- جواد شیئیان
- اعظم قشقایی
- امیر سمواتی
- سیدعلی صالحی
- آرش علیپور
- آرش میرحسینی
- حسین حسین خانی
- ملیحه اکبری
- حسین فرخی
- علی عالی پور
- علی اکبر یعقوبی
- عباس اوسطی
- شکراله مستانی
- علی‌اکبر قاضی‌نظام
- چنگیزی
- محمد امیری
- رستم غلامی
- احمد باقری
- غلامرضا حسین زاده
- علی اصغر مهرجویی